# Farneški Antinoj
'Farneški Antinoj mramorni je skulpturalni prikaz Antinoja koji je izrađen između 130. i 137. godine. Antinoj je bio ljubavnik rimskog cara Hadrijana; car koji je nakon Antinojeve smrti ovjekovječio sliku Antinoja kao rimskog boga unutar Rimskog carstva. Ova skulptura pripada rimskom carskom stilu i isklesana je tijekom oživljavanja grčke kulture, pokrenutog Hadrijanovim filhelenizmom. Mjesto pronalaska skulpture i porijeklo nisu poznati, ali ova je skulptura trenutno dio zbirke Farnese u Napuljskom nacionalnom arheološkom muzeju.

## Povijest
Antinoj je bio grčki ljubavnik rimskog cara Hadrijana u drugom stoljeću nove ere. Često spominjan kao Hadrijanov miljenik, ili Hadrijanov dečko, Antinoj je rođen kao rob u Bitiniju 110. godina, a nagađa se da se utopio u rijeci Nil prije svog dvadesetog rođendana 130. godine. Okolnosti Antinojeve smrti razlikuju se ovisno o opisu, iako su najpopularnije teorije u rasponu od slučajnog utapanja do samoubojstva, pa čak i onih vezanih uz privođenje žrtve. U čast svog ljubavnika, Hadrijan je osnovao grad Antinoopolis u Egiptu iste godine kada se Antinoj utopio. Hadrijan je također postmortem deificirao Antinoja uključivši ga kao figuru rimskog carskog kulta; zbog toga su se Antinojeve skulpture proizvodile u velikim količinama za potrebe kultnog obožavanja.
Nakon Antinojeve smrti 130. g. n. e., Hadrijan je nastojao revitalizirati klasičnu grčku kiparsku tradiciju, ali s rimskim temama. Hadrijanovo poštovanje prema grčkoj umjetnosti i kulturi poznato je kao filhelenizam, a ta ljubav prema svemu grčkom dodijelila mu je nadimak "Grčić". Za svog života,  Hadrijan je posjetio Grčku u tri odvojena navrata, sudjelovao je na grčkim Olimpijskim igrama i osnovao, u godini Antinojeve smrti, savez gradova-država poznat kao Panhelenion.

## Opis
Antinoj je samostojeća mramorna skulptura kružnog oblika. Filhelenski elementi ove statue izvučeni su iz njenog vizualnog stila - iako je Farnese Antinous isklesan u rimskom razdoblju, Antinoj oponaša sportaša u klasičnom grčkom stilu. Naime, ova skulptura oponaša Polikletovu statuu Dorifora. Najuočljivija razlika između njih dvojice je u tome što je Antinoj adolescent, dok je Dorifor isklesan kao mlada odrasla osoba. Sličnosti između Antinoja i Dorifora mogu se povući kroz nagu formu, korištenje kontraposta, stoički izraz, kao i ispruženu ruku. Dorifor drži koplje, a i za Antinoja se čini da drži nešto u desnoj ruci.
Farneški Antinoj se može identificirati kao rimsko carsko djelo, a ne kao grčko klasično djelo zbog ugraviranih zjenica, što je bio trend koji je u rimskoj skulpturi postavio sam Hadrijan. Ostali hadrijansko-carski detalji ove statue mogu se vidjeti u volumenu kose i izrezbarenim nosnicama, budući da su te značajke oblikovane tehnikama bušenja koje su Rimljanima omogućile da istraže razlike u teksturi kose u odnosu na kožu na načine koji nisu bili moguće prije. Još jedna indikacija da je ova skulptura rimska, a ne grčka, uključivanje je strukturalne potpore na stražnjoj desnoj nozi, ležerno prerušene u kladu. Ovaj strukturni oslonac, također poznat kao podupirač, može pomoći u identifikaciji skulpture kao Antinoja.

### Identificiranje Antinoja
Postoje tri stila u kojima se Antinoj tradicionalno prikazuje: stil Mondragone, stil egiptizacije i stil Haupttypus. Stil Haupttypus također je poznat kao glavni ili izvorni stil jer je najpopularniji stil Antinojeve skulpture. Skulptura Farneškog Antinoja pripada stilu Haupttypusa. Unutar stila Haupttypus postoje dvije varijacije, prva varijacija Haupttypusa prikazuje Antinoja s uvojkom iznad čela, a druga bez njega.
Klesanjem Antinoja s dosljednim konvencijama umjetnici su mogli odvojiti Antinoja od drugih grčkih mitoloških figura. Tijelo i lice ove skulpture su u idealiziranoj mladosti, s punim obrazima i okruglim licem, a kosa mu je obično zapuštena. Antinojeva kosa je također opisana kao umjetna, čak nalik na periku, zbog sličnosti položaja njegove kose na kipovima. Njegov mladenački izgled, velike oči, napućene usne i slojeviti pramenovi kose preko čela dio su ikonografije po kojoj ga se može identificirati. Ikonografija Antinojevog izgleda toliko je postojana da su portreti Antinoja na kovanicama korišteni za pripisivanje ove skulpture njemu samom. Ova ujednačenost, osobito u ujednačenom rasporedu njegovih uvijenih pramenova, implicira da je ovaj portret napravljen masovno za umjetnike u Rimskom Carstvu kako bi napravili daljnje kopije.
Opsežna deifikacija Antinoja kao kultne figure učinila je njegov lik trećim najčešćim pronađenim tipom portreta iz klasične antike, nakon portreta iz Augusta i Hadrijana. Unatoč brojnosti Antinojevih kipova dostupnih za razgledavanje, povjesničari umjetnosti zapravo ne znaju kako je Antinoj izgledao zbog toga koliko je jako idealiziran na svojim portretima. Očekivalo se da će Antinoj biti isklesan kao božanstvo, a ne kao čovjek, a usklađujući se s tim standardima, nije poznato je li ovaj njegov mramorni prikaz ili bilo koji njegov prikaz točan ili ne.

## Podrijetlo
Farneški Antinoj je dobio ime po svojim nekadašnjim vlasnicima obitelji Farnese.
Izvorno podrijetlo ovog umjetničkog djela nije poznato, međutim, postoje umjetnička djela unutar kolekcije Farnese za koja je utvrđeno podrijetlo, poput Farneškog Herkula i Farneškog bika. Jednom je bila izložena na ulazu u Galeriju Carracci u Palazzo Farnese u Rimu, odakle je odnesena u Napulj u Kraljevski muzej Burbonaca (tal. Reale Museo Borbonico), sada je u Nacionalnom arheološkom muzeju u Napulju (replika je postavljena u Palazzo 1970-ih).

## Vanjske poveznice
|  | Zajednički poslužitelj ima još gradiva o temi Farneški Antinoj |

- Antinous / Antinoos. Api.flickr.com. Pristupljeno 17. travnja 2017.